# Celanova (parroquia)
Celanova (llamada oficialmente San Rosendo de Celanova) es una parroquia y una villa del municipio español de Celanova, en la provincia de Orense, Galicia.

## Toponimia
La parroquia también es conocida por el nombre de San Verísimo de Celanova.

## Organización territorial
La parroquia está formada por siete entidades de población:

### Entidades de población
Entidades de población que forman parte de la parroquia:
- Celanova
- El Burgo (O Burgo)
- La Barraca (A Barraca)
- La Carreira (A Carreira)
- La Obra (A Obra)
- Lobeiras (O Redondo)

### Despoblado
Despoblado que forma parte de la parroquia:
- Eilabay (Eilabai)

## Demografía

### Parroquia
| Gráfica de evolución demográfica de Celanova (parroquia) entre 2000 y 2022 |
|                                                                            |
| Datos según el nomenclátor publicado por el INE.                           |

### Villa
| Gráfica de evolución demográfica de Celanova (villa) entre 2000 y 2022 |
|                                                                        |
| Datos según el nomenclátor publicado por el INE.                       |